# Gornje Brezovo
Gornje Brezovo este o localitate din comuna Sevnica, Slovenia, cu o populație de 80 de locuitori.